# 豪森登獎
豪森登奖（英語：Hawthornden Prize）是一项悠久的年度颁发的英国文学奖项。

## 历史
1919年由Alice Warrender创建于英格兰。 奖项来源于她创建的信托基金。 41岁以下作者可以凭借富有想象力的文学创作获奖，包括诗歌或散文题材。  豪森登奖委员会每年会根据过去一年发布的作品中选取优胜者颁发年度奖项，但也有间隔几年都没有获奖者的情况，比如(1984–87, 1971–73, 1966, 1959, 1945–57).
和其他文学奖项不同，豪森登奖并不征求提交申请，与天主教相关的文学，欢迎小说，旅行写作，艺术和历史作品也包含其中。

## 奖金
豪森登奖的奖金随着年度改变，1936年是100英镑，1995年是2000英镑。